# ال میرون
ال میرن دهستانی در استان آبیلای اسپانیا است.
در این دهستان ۲۳۴ نفر زندگی می‌کنند. مساحت این دهستان ۳۱٫۰۳ کیلومتر مربع است.